# Escuela Científica Basilio

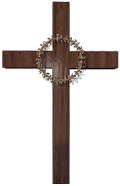
Cruz de la ECB (Escuela Científica Basilio): la Escuela no quiere exhibir el cuerpo torturado de Jesús, sostienen por ejemplo, que cuando uno quiere recordar a un ser amado que desapareció en un accidente trágico, no lo recuerda con una foto de su cuerpo destruido, que la Cruz es solo un símbolo de amor y perdón, pero no tiene por qué continuar exacerbando la idea de su tortura y dolor.

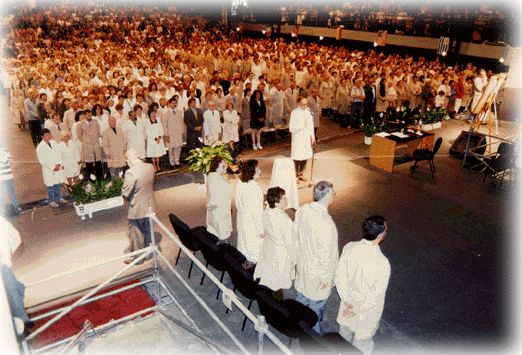
80 Aniversario de Escuela Científica Basilio, realizado en el Estadio Obras en Buenos Aires en 1997.

La Asociación Escuela Científica Basilio es una institución religiosa creada en Buenos Aires, Argentina, en el año 1917, fundada por el escribano Bernardo Eugenio Portal (1867-1927) y por Blanca Aubreton de Lambert (1867-1920), con el propósito de retomar la obra realizada por Jesús de Nazaret y propender a la evolución espiritual del ser humano. La autoridad máxima de la institución a nivel religioso —de título «coordinador espiritual general»—, Julio Iglesias, asumió en marzo de 2023, en reemplazo de Ernesto Guido Boeri, quien se desempeñó en ese cargo desde 1987 hasta 2023.[cita requerida]

## Historia
La historia de la Escuela Basilio comenzó en 1915 durante una sesión espitiual realizada en Buenos Aires. Blanca Lambert dijo haber recibido a través del sentido espiritual, al espíritu que, en su última y única encarnación, fue conocido como Jesús de Nazaret. Más tarde y ante la presencia del escribano Eugenio Basilio Portal, permitió el acercamiento espiritual al espíritu de quien fuera el padre de Eugenio: Pedro Basilio Portal. En esa sesión, Pedro Basilio manifestándose a través del sentido espiritual de Blanca Lambert, dijo que él en una condición espiritual humana anterior había sido el apóstol Pedro, que maravillado por el amor hacia el Maestro, lo había divinizado y había confundido la «Idea Nueva» de Jesús al enseñar y mal dirigir a los primeros cristianos haciéndoles creer que Jesús era el propio Dios. Para corregir este error se comprometió a volver a tomar condición espiritual humana para reiniciar la enseñanza de la Idea Nueva.
Bajo la orientación del espíritu Pedro Basilio Portal, «siempre a través del sentido espiritual», Eugenio Portal fundó las bases para la creación de la institución. No se utilizó el primer nombre de su padre, Pedro, para evitar confusiones con otras religiones.
La Escuela Científica Basilio fue inaugurada el 1 de noviembre de 1917. Desde sus inicios fue considerada una institución religiosa.
Hasta los años ochenta la Escuela Científica Basilio proclamó un subtítulo de espiritismo superior, pero a partir de los años noventa, cambió la denominación «espiritismo», por la de «enseñanza espiritual». Más tarde su subtítulo cambió a: «Culto a Dios — Confesión Religiosa de los Discípulos de Jesús», donde sus creyentes rinden culto a Dios como eje central de su acto de fe actualmente con la frase «Cristianos No Bíblicos», indicando que se consideran también cristianos porque siguen a Cristo como otras religiones denominadas también cristianas, pero sin basarse en las escrituras bíblicas.
Se autodenomina «científica» porque utiliza lo que llama una «disciplina científica propia», que emplea «el sentido espiritual». Actualmente, también se refieren a la misma como intuición espiritual. Sus distintas manifestaciones comprobarían la existencia del mundo espiritual. Investigan la existencia del mundo etéreo y su interrelación con los seres humanos. «Los nuevos conocimientos espirituales adquiridos, después del análisis y comprobación espiritual son sintetizados en la doctrina que se amplía y da una comprobación al discípulo o un conocimiento espiritual al hombre, así se tiene la oportunidad de acceder a una fe religiosa comprobada».[cita requerida]
La Escuela Científica Basilio tiene presencia en varios países de América, Europa y en Australia.

## Doctrina

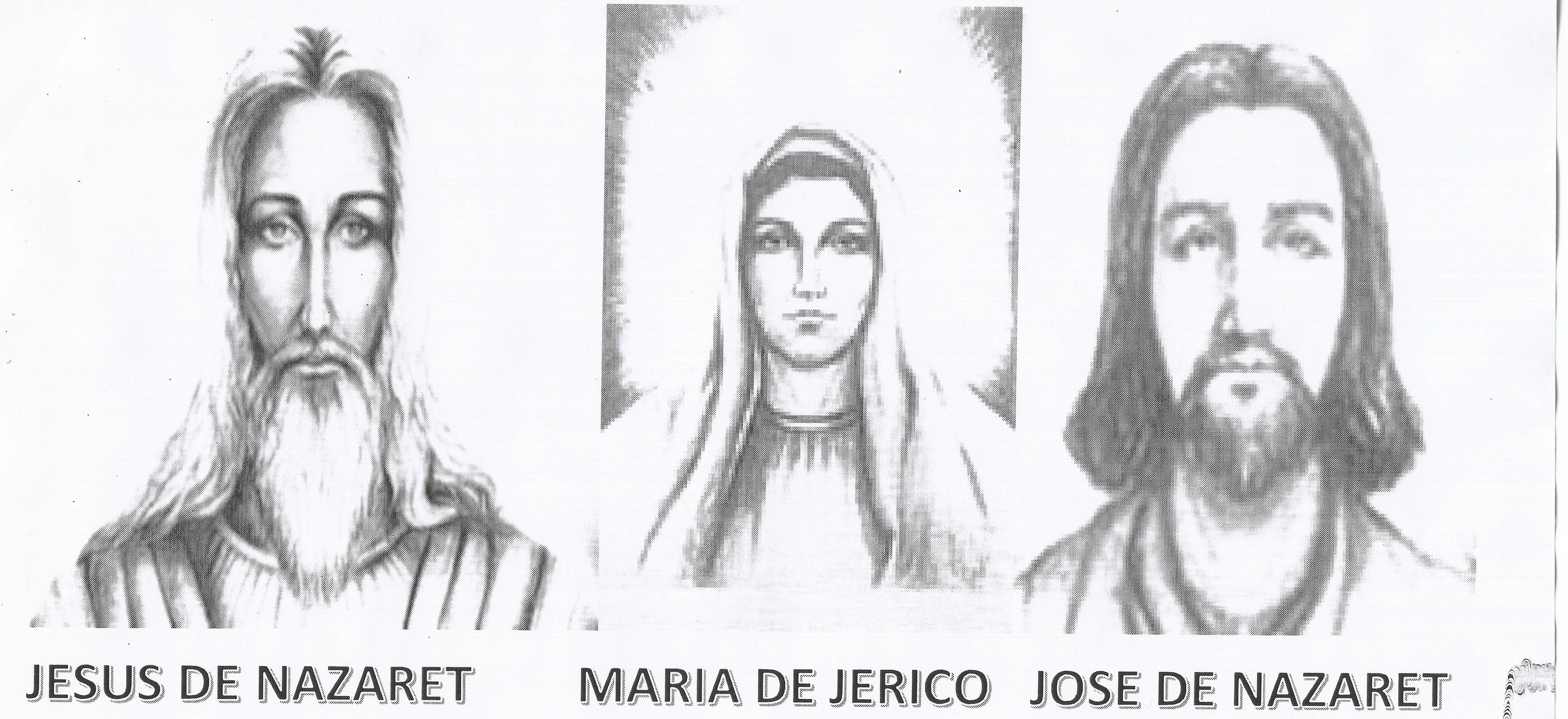
Jesús de Nazaret, María, José de Nazaret. N.º 2

Los discípulos de esta asociación afirman —mediante datos obtenidos usando el «sentido espiritual» o intuición, que en los primeros siglos de esta era, la doctrina de Jesús de Nazaret se habría conocido con el nombre de «Idea Nueva», y que esa doctrina, mezclada posteriormente con otras creencias, dieron origen al cristianismo. Le dan mucha importancia al Primer Concilio de Nicea, del año 325, en el que consideran que la Idea Nueva fue completamente modificada y desvirtuada.
Para la Escuela Científica Basilio, Jesús de Nazaret no es Dios —como lo considera la mayoría de los grupos cristianos, incluido el catolicismo— sino solo un espíritu encarnado, igual que nosotros, solo que este espíritu es uno de los que nunca se alejaron del lado de Dios y por ello es un espíritu puro de luz o armonía espiritual, que utilizó una de las funciones principales de la mente, el sentido espiritual, que le permitió relacionarse con el plano etéreo y elaborar los basamentos de la Idea Nueva. Estos conocimientos, afirman, los habría logrado Jesús de Nazaret mediante la comunicación con Dios, a quien le habría solicitado la posibilidad de tener una experiencia humana para traer los conocimientos de los «Ordenamientos Espirituales» para que la humanidad saliera de la «equivocación», encontrara la senda del Amor y empezara el proceso de mejoramiento espiritual, para percibir nuevamente a Dios.
Afirma que antes de él vinieron cinco mil maestros de evolución, pero que no pudieron cumplir con su misión: desvirtuaron las enseñanzas sobre la reencarnación y el sufrimiento espiritual.
Los discípulos creen en la existencia de la dimensión espiritual, distinta del universo material, pero que este último está dentro de esa dimensión espiritual donde se encuentran los espíritus, y que continuamente están interactuando con nuestro mundo material a través de las vibraciones espirituales que los humanos percibimos por medio de la mente, un sistema integrado puramente espiritual que es el nexo entre el cerebro y el espíritu.
Creen que la encarnación de los espíritus en la Tierra o cualquier otro lugar habitable en el universo los ayuda para evolucionar, para aprender a amar a sus hermanos y así recuperar el estado de pureza, armonía o luz espiritual que les permita volver al lado de Dios, ya que «la proyección armoniosa de la existencia de Dios se proyecta para todos sus hijos por igual» porque «los espíritus que estamos en condición espiritual humana, en su actual estado de corregirse espiritualmente, no perciben esa presencia o proyección armoniosa del Creador en todo su esplendor espiritual como lo hacen los espíritus de armonía espiritual o purificados».
La actividad de la Escuela para el cumplimiento de su Misión comprende diferentes aspectos:
- Rendir Culto a Dios. Para que cada discípulo, mediante intencionalidad y conducta, tenga la posibilidad de revincularse con Él.
- Estudiar la «Idea Nueva», filosofía de la Enseñanza de la Redención que elaboró y sigue trasmitiendo Jesús de Nazaret.
- Cumplir el plan anual de ayudas espirituales que Emite la Dirección General Espiritual, de contenido doctrinario, que explica el desarrollo de las prácticas espirituales de la institución religiosa, que proporcionan ayuda espiritual al discípulo de la escuela, a su entorno humano y entorno espiritual etéreo que lo rodea para lograrlo, busca siempre con buena intencionalidad espiritual el acercamiento espiritual del Bien a la dimensión espiritual humana y etérea que lo rodea.
- Brindar explicaciones y conferencias sobre temas de la Enseñanza.

Cada escuela tiene un «guía espiritual», generalmente un espíritu que encarnó como alguna persona conocida por su obra benefactora en la historia mundial. Este guía es responsable, en la faz espiritual, de la filial. Haciendo uso de una de las funciones de la mente, el «sentido espiritual», periódicamente los discípulos reciben mensajes de este guía. Actualmente en muchas escuelas, los guías originales están siendo reemplazados por espíritus que, en su última vida material, encarnaron como discípulos de la institución.
Algunos guías conocidos son:
- la escuela n.º 6 en Parque Rodó (Montevideo, Uruguay), tiene como guía espiritual al espíritu de quien en su última encarnación fue conocido como Bernardo Eugenio Portal (1867-1927), fundador de la escuela.
- la escuela de San Martín (provincia de Buenos Aires), tiene como guía espiritual al espíritu de Marie Curie (1867-1934), la descubridora del radio.
- la escuela de Bernal (provincia de Buenos Aires) tiene como guía espiritual al espíritu del abogado y patriota argentino Manuel Belgrano (1770-1820).
- la escuela de Ituzaingó (provincia de Buenos Aires) tiene como guía espiritual a Ludwig van Beethoven (1770-1827).
- la escuela de González Catán (provincia de Buenos Aires) tiene como guía espiritual al poeta español Gustavo Adolfo Bécquer (1836-1870).
- la escuela de Ramos Mejía (provincia de Buenos Aires) tiene como guía espiritual al aviador argentino Jorge Newbery (1875-1914).
- la escuela de San Fernando (provincia de Buenos Aires) tiene como guía espiritual al navegante europeo Cristóbal Colón (1456-1506).

Si bien los discípulos afirman que existe comunicación con el mundo etéreo en las distintas escuelas, las comunicaciones que son tomadas como referencia, y las más importantes, son los mensajes que se reciben de los seres que están en el Bien, como los Guías de las distintas escuelas y los redentores Jesús, María y José, que dejan palabras orientadoras para todos aquellos hermanos que quieran escucharlos, no solo los discípulos de la escuela.